# J&T Banka Prague Open 2018
J&T Banka Prague Open 2018 byl tenisový turnaj pořádaný jako součást ženského okruhu WTA Tour, který se odehrával na třech otevřených antukových dvorcích areálu TK Sparta Praha. Probíhal mezi 30. dubnem až 5. květnem 2018 v české metropoli Praze jako devátý ročník turnaje.
Rozpočet turnaje, jenž se řadil do kategorie WTA International Tournaments, činil 250 000 dolarů. Nejvýše nasazenou hráčkou ve dvouhře se měla stát česká světová šestka Karolína Plíšková, která se však po titulu na Stuttgart Open z pražské akce odhlásila pro potíže s třísly. Nejvýše postavenou tenistkou se tak stala světová desítka Petra Kvitová. Jako poslední přímá účastnice do dvouhry nastoupila německá 111. hráčka žebříčku Andrea Petkovicová. Nejníže postavenou startující, jež se mohla zúčastnit kvalifikačního turnaje hraného mezi 28. dubnem až 30. dubnem, se stala 317. žena klasifikace Anastasia Zarycká z České republiky.
Dvacátý třetí singlový titul na okruhu WTA Tour, a třetí sezónní i antukový, vybojovala Češka Petra Kvitová. Po třiceti odehraných finále tak držela aktivní bilanci 23–7. Ženskou čtyřhru ovládl pár složený z Američanky českého původu Nicole Melicharové a Češky Květy Peschkeové, která titul obhájila.

## Distribuce bodů a finančních odměn

### Distribuce bodů
| Soutěž  | vítězky | finalistky | semifinalistky | čtvrtfinalistky | 16 v kole | 32 v kole | Q  | Q3 | Q2 | Q1 |
| ------- | ------- | ---------- | -------------- | --------------- | --------- | --------- | -- | -- | -- | -- |
| dvouhra | 280     | 180        | 110            | 60              | 30        | 1         | 18 | 14 | 10 | 1  |
| čtyřhra | 280     | 180        | 110            | 60              | 1         | —         | —  | —  | —  | —  |

### Finanční odměny
| Soutěž                                | vítězky | finalistky | semifinalistky | čtvrtfinalistky | 16 v kole | 32 v kole | Q3     | Q2   | Q1   |
| ------------------------------------- | ------- | ---------- | -------------- | --------------- | --------- | --------- | ------ | ---- | ---- |
| dvouhra                               | $43 000 | $21 400    | $11 300        | $5 900          | $3 310    | $1 925    | $1 005 | $730 | $530 |
| čtyřhra                               | $12 300 | $6 400     | $3 435         | $1 820          | $960      | —         | —      | —    | —    |
| částky ve čtyřhře jsou uváděny na pár |         |            |                |                 |           |           |        |      |      |

## Ženská dvouhra

### Nasazení
| Stát                          | Hráčka                  | WTA | Nasazení |
| ----------------------------- | ----------------------- | --- | -------- |
| Česko                         | Karolína Plíšková       | 6.  | 1.       |
| Česko                         | Petra Kvitová           | 10. | 2.       |
| Rusko                         | Darja Kasatkinová       | 14. | 3.       |
| Austrálie                     | Darja Gavrilovová       | 24. | 4.       |
| Česko                         | Barbora Strýcová        | 26. | 5.       |
| Čína                          | Čang Šuaj               | 30. | 6.       |
| Rumunsko                      | Mihaela Buzărnescuová   | 39. | 7.       |
| Česko                         | Kateřina Siniaková      | 51. | 8.       |
| Bělorusko                     | Aljaksandra Sasnovičová | 55. | 9.       |
| Žebříček WTA k 23. dubnu 2018 |                         |     |          |

### Jiné formy účasti
Následující hráčky obdržely divokou kartu do hlavní soutěže:
- Darja Kasatkinová
- Anna Karolína Schmiedlová
- Tereza Smitková

Následující hráčky postoupily z kvalifikace:
- Antonia Lottnerová
- Elena-Gabriela Ruseová
- Patty Schnyderová
- Stefanie Vögeleová

Následující hráčky postoupily z kvalifikace jako tzv. šťastné poražené:
- Tamara Korpatschová
- Jasmine Paoliniová

### Odstoupení
před zahájením turnaje
- Belinda Bencicová → nahradila ji  Océane Dodinová
- Varvara Lepčenková → nahradila ji  Bernarda Peraová
- Karolína Plíšková → nahradila ji  Jasmine Paoliniová
- Lucie Šafářová → nahradila ji  Denisa Alertová
- Donna Vekićová → nahradila ji  Richèl Hogenkampová
- Markéta Vondroušová → nahradila ji  Tamara Korpatschová

### Skrečování
- Darja Gavrilovová

## Ženská čtyřhra

### Nasazení
| Stát                                                                      | Hráčka                    | Stát     | Hráčka                 | WTA  | Nasazení |
| ------------------------------------------------------------------------- | ------------------------- | -------- | ---------------------- | ---- | -------- |
| Česko                                                                     | Andrea Sestini Hlaváčková | Česko    | Renata Voráčová        | 39.  | 1.       |
| USA                                                                       | Raquel Atawová            | Německo  | Anna-Lena Grönefeldová | 59.  | 2.       |
| USA                                                                       | Nicole Melicharová        | Česko    | Květa Peschkeová       | 60.  | 3.       |
| Japonsko                                                                  | Šúko Aojamová             | Japonsko | Miju Katová            | 86.  | 4.       |
| Rusko                                                                     | Veronika Kuděrmetovová    | Ukrajina | Olga Savčuková         | 107. | 5.       |
| Žebříček WTA k 23. dubnu 2018; číslo je součtem umístění obou členek páru |                           |          |                        |      |          |

### Jiné formy účasti
Následující páry obdržely divokou kartu do hlavní soutěže:
- Viktória Kužmová /  Elena-Gabriela Ruseová
- Barbora Štefková /  Barbora Strýcová

Následující pár nastoupil do čtyřhry z pozice náhradníka:
- Misaki Doiová /  Cornelia Listerová

### Odstoupení
před zahájením turnaje
- Raquel Atawová

## Přehled finále

### Ženská dvouhra
- Petra Kvitová vs.  Mihaela Buzărnescuová, 4–6, 6–2, 6–3

### Ženská čtyřhra
- Nicole Melicharová /  Květa Peschkeová vs.  Mihaela Buzărnescuová /  Lidzija Marozavová, 6–4, 6–2